# 库尔特·切卡拉
库尔特·切卡拉（德語：Kurt Czekalla，1930年9月30日—2002年3月19日），德国男子射击运动员，主攻飞碟项目。他曾代表东德参加1968年夏季奥林匹克运动会射击比赛，获得一枚铜牌。